# 2. Handball-Bundesliga 2025/26
Die 2. Handball-Bundesliga 2025/26 ist die 45. Spielzeit der zweithöchsten deutschen Spielklasse im Handball der Männer.

## Modus
In dieser Saison spielen 18 Mannschaften im Modus „Jeder gegen jeden“ mit je einem Heim- und Auswärtsspiel um die Deutsche Meisterschaft. Der Tabellenerste am letzten Spieltag ist Meister der 2. Handball Bundesliga 2026. Die Mannschaften auf den beiden letzten Tabellenplätzen stiegen ab in die  3. Liga 2025/26.

## Mannschaften
In der Bundesliga traten 18 Mannschaften an. Zu den 16 Teams aus der Spielzeit 2024/25 kamen zwei Aufsteiger aus der  3. Liga 2024/25 hinzu.
Für die 2. Bundesliga 2025/26 qualifizierten sich folgende Mannschaften:
- Absteiger aus der Bundesliga 2024/25
  - SG BBM Bietigheim
  - 1. VfL Potsdam
- Die Mannschaften auf den Plätzen 3 bis 16 der 2. Handball-Bundesliga 2024/25
  - TV Hüttenberg
  - HBW Balingen-Weilstetten
  - HC Elbflorenz Dresden
  - HSC 2000 Coburg
  - HSG Nordhorn-Lingen
  - VfL Eintracht Hagen
  - TSV Bayer Dormagen
  - Dessau-Roßlauer HV
  - TV Großwallstadt
  - VfL Lübeck-Schwartau
  - Die Eulen Ludwigshafen
  - TuS Ferndorf
  - TuS N-Lübbecke
  - TUSEM Essen
- Aufsteiger aus der 3. Liga 2024/25
  - HSG Krefeld
  - HC Oppenweiler/Backnang

## Statistiken

### Tabelle
| Pl.                               | Verein                      | Sp. | S | U | N | Tore  | Diff. | Punkte |
| --------------------------------- | --------------------------- | --- | - | - | - | ----- | ----- | ------ |
| 1.                                | 1. VfL Potsdam (A)          | 0   | 0 | 0 | 0 | 00:00 | ±0    | 00:00  |
| 2.                                | SG BBM Bietigheim (A)       | 0   | 0 | 0 | 0 | 00:00 | ±0    | 00:00  |
| 3.                                | TV 05/07 Hüttenberg         | 0   | 0 | 0 | 0 | 00:00 | ±0    | 00:00  |
| 4.                                | HBW Balingen-Weilstetten    | 0   | 0 | 0 | 0 | 00:00 | ±0    | 00:00  |
| 5.                                | HC Elbflorenz               | 0   | 0 | 0 | 0 | 00:00 | ±0    | 00:00  |
| 6.                                | HSC 2000 Coburg             | 0   | 0 | 0 | 0 | 00:00 | ±0    | 00:00  |
| 7.                                | HSG Nordhorn-Lingen         | 0   | 0 | 0 | 0 | 00:00 | ±0    | 00:00  |
| 8.                                | VfL Eintracht Hagen         | 0   | 0 | 0 | 0 | 00:00 | ±0    | 00:00  |
| 9.                                | TSV Bayer Dormagen          | 0   | 0 | 0 | 0 | 00:00 | ±0    | 00:00  |
| 10.                               | Dessau-Rosslauer HV         | 0   | 0 | 0 | 0 | 00:00 | ±0    | 00:00  |
| 11.                               | TV Großwallstadt            | 0   | 0 | 0 | 0 | 00:00 | ±0    | 00:00  |
| 12.                               | VfL Lübeck-Schwartau        | 0   | 0 | 0 | 0 | 00:00 | ±0    | 00:00  |
| 13.                               | Die Eulen Ludwigshafen      | 0   | 0 | 0 | 0 | 00:00 | ±0    | 00:00  |
| 14.                               | TuS Ferndorf                | 0   | 0 | 0 | 0 | 00:00 | ±0    | 00:00  |
| 15.                               | TuS N-Lübbecke              | 0   | 0 | 0 | 0 | 00:00 | ±0    | 00:00  |
| 16.                               | TUSEM Essen                 | 0   | 0 | 0 | 0 | 00:00 | ±0    | 00:00  |
| 17.                               | HC Oppenweiler/Backnang (N) | 0   | 0 | 0 | 0 | 00:00 | ±0    | 00:00  |
| 18.                               | HSG Krefeld Niederrhein (N) | 0   | 0 | 0 | 0 | 00:00 | ±0    | 00:00  |
| Quelle: HBL, Stand: 29. Juni 2025 |                             |     |   |   |   |       |       |        |

| Legende |                                               |
| (A)     | Absteiger aus der Handball-Bundesliga 2024/25 |
| (N)     | Aufsteiger aus der 3. Liga                    |
|         | Aufsteiger in die 1. Bundesliga 2026/27       |
|         | Abstiegsplätze                                |